# Eric Douglas
Eric Anthony Douglas (Los Ángeles, California, 21 de junio de 1958-Manhattan, Nueva York, 6 de julio de 2004) fue un actor y comediante estadounidense. Douglas era el hijo menor de Kirk Douglas y su segunda mujer, Anne Buydens. Era medio hermano por parte de padre del actor y productor Michael Douglas.
Douglas siguió una carrera en el mundo del espectáculo, pero no alcanzó el mismo nivel de éxito que su padre y sus hermanos. Su carrera fue eclipsada por sus enfrentamientos con la ley y sus problemas con el alcohol y las drogas. En 2004 murió de una sobredosis accidental de drogas a los 46 años.

## Primeros años
Nacido en Los Ángeles, California, Douglas era el hijo pequeño del actor Kirk Douglas y su segunda esposa Anne Buydens. Era el hermano pequeño de Peter Douglas y sus medios hermanos eran Michael Douglas y Joel Douglas.
Douglas estudió en el Pitzer College, en la Real Academia de Arte Dramático y en la London Academy of Music and Dramatic Art.

## Carrera

### Actuación
Douglas realizó su debut en la pequeña pantalla en 1971, en la película A Gunfight, junto con su padre y Johnny Cash. Durante la década de 1980 apareció en varias películas, incluyendo The Flamingo Kid y The Golden Child. A finales de la década de 1980, Douglas actuó Off-Broadway en el teatro Village Gate. También apareció en la producción de Dale Wasserman, Shakespeare and The Indians.
En 1991, Douglas apareció con su padre en Yellow, en el final de la temporada 3 de la serie de televisión Tales from the Crypt. 

### Comedia en vivo
A principios de la década de 1990, Douglas comenzó una carrera como comediante en vivo. Actuó en los clubs de comedia de Nueva York, con gran parte de su material autodespreciable procedente de su condición de oveja negra de la familia Douglas. 
También actuó en clubes de comedia en Londres en Inglaterra.

## Vida personal

### Problemas legales
Douglas fue arrestado varias veces durante la década de 1990. Uno de sus primeros arrestos tuvo lugar en] 1991 por patear a un policía de Beverly Hills.  El 30 de octubre de 1994, Douglas fue arrestado en Los Ángeles por posesión de cocaína. Menos de un mes después, fue arrestado por conducir bajo los efectos del alcohol y las drogas y por abandonar la escena de un accidente de tráfico cuando chocó contra un coche aparcado mientras intentaba abandonar The Comedy Store en West Hollywood después de una pelea.
En mayo de 1996 Douglas fue arrestado por posesión de sustancias estupefacientes en su apartamento de Manhattan en Nueva York. Se declaró culpable de los cargos y fue puesto en libertad condicional y se le ordenó completar un programa de rehabilitación de drogas.
En agosto de 1996, volvió a ser arrestado en Long Beach (California), por conducir bajo los efectos del alcohol y las drogas. Dos días después, Douglas fue arrestado en New Canaan (Connecticut) por conducta desordenada tras intentar besar a una niña que era paciente en el Silver Hill Hospital, un centro de rehabilitación en el que se encontraba ingresado en aquellos momentos. Todos los cargos contra él fueron retirados en febrero de 1998. En febrero de 1997 fue arrestado por conducir bajo los efectos del alcohol y las drogas después de estrellar su coche contra dos coches aparcados.

### Problemas con las drogas
En el 2000, Douglas reveló en una entrevista que pasó ocho días en coma en 1999, después de consumir una sobredosis de Xanax. Douglas sufrió la sobredosis mientras estaba desayunando y se atragantó, después de que su asistenta intentara practicarle la maniobra de Heimlich, Douglas ingresó en el Cedars-Sinai Medical Center donde quedó en coma. Debido a una lesión cerebral tras haber estado en coma, su discurso pasó a ser incoherente y su andadura alterada.
En mayo de 2001, Douglas demandó a su psiquiatra, William Leader, diciendo que Leader le prescribió una combinación de medicamentos que eran letales combinados con el alcohol. Douglas dijo que Leader, quien lo había estado tratando por sus adicciones a las drogas durante diez años, se equivocó en el tratamiento de su problema de alcoholismo al prescribirle Vicodin, Clonazepam y Alprazolam. Douglas dijo que esos medicamentos habían hecho que tuviera comportamientos suicidas y que le provocaron un episodio de parada cardiorrespiratoria que le provocaron constantes cuidados y hospitalizaciones. Douglas reclamó 50.000 dólares en daños a Leader.
Semanas antes de su muerte, Douglas se encontraba en un centro de rehabilitación al norte del estado de Nueva York. Sus padres lo visitaron y le dieron un ultimátum sobre su consumo de drogas. Durante una aparición en The Early Show en 2009, Kirk Douglas le dijo a la entrevistadora Julie Chen, que habían llevado a Eric a veinte centros de rehabilitación durante muchos años y que nada funcionó.

## Muerte
El 6 de julio de 2004, una asistente del hogar encontró a Douglas muerto en su apartamento de Manhattan. Una autopsia y un informe de toxicología indicaron que la muerte de Douglas fue causada por una intoxicación aguda provocada por los efectos de la combinación del alcohol, los tranquilizantes y los analgésicos. La muerte de Douglas fue considerada accidental. Douglas fue enterrado en el Cementerio Westwood Village Memorial Park en Los Ángeles, California.

## Filmografía
- A Gunfight (1971)
- The White Shadow (1978)
- Remembrance of Love (1982)
- The Flamingo Kid (1984)
- Tomboy (1985)
- The Golden Child (1986)
- Student Confidential (1987)
- Highway to Heaven (1987)
- Honor Bound (1988)
- La Belle Anglaise (1988)
- Delta Force 3: The Killing Game (1991)
- Tales from the Crypt (1991)
- The Alaska Kid (1993)
- The Words Left Unsaid (2007)